# Rebek Gyula
Rebek Gyula (Julius Rebek) (Kárpátalja, Beregszász, 1944. április 11. –) magyar származású kémikus.

## Életrajza
Édesapja Rebek Gyula ügyvéd, felesége Éva az akkori háborús viszonyok között nehéz döntést hozott, az akkor alig pár hónapos gyermekükkel Gyulával külföldre menekültek; Magyarországon keresztül egy ausztriai menekülttáborig jutottak, ahol az akkori körülmények között csaknem 5 évig voltak kénytelenek tartózkodni, közben mezőgazdasági munkával keresve meg a kenyérre valót. 
1949-ben a családnak – a Nemzetközi Egyházi Segélyszolgálatnak köszönhetően – sikerült támogatót találnia, akinek a meghívására Amerikába, a Kansas állambeli Perry városkába költözhettek. Édesapja azonban – ügyvédi diplomája ellenére – az első hat hónapban itt is nehéz fizikai munkára kényszerült, a helyzetről tudomást szerezve az egyházi segélyszervezet ekkor keresett új otthont a Rebek családnak Topeka város munkásnegyedében. 1955-ben kapták meg az amerikai állampolgárságot, a férfi családtagok angolosították nevüket.
Édesapja három év elteltével 1958-ban magánvállalkozást nyitott, így sikerült áttelepíteni az Európában maradt szülőket is. Két fiuk Paul és Julius karrierje is sikeresen alakult: Paul fogorvos, ifjabb Julius pedig világhírű kémiatudós lett.
A kis Julius már mint kisiskolás rajongott a kémiáért; tanára csodálkozott azon, hogyan tud ez a magyar családból származó kisfiú ilyen könnyen eligazodni ebben a bonyolult tudományban. Valójában építész szeretett volna lenni, de tanulmányai befejezése után a tehetséges hallgatónak felajánlottak egy laboratóriumi állást, ami mindent eldöntött. Julius Rebek Kansas államban végezte egyetemi tanulmányait. 1970-ben lett a szerves kémia doktora a massachusettsi technológiai intézetében. 1970-től 1976-ig a kaliforniai egyetem professzor-asszisztenseként dolgozott, majd a pittsburghi egyetemen folytatta saját kutatásait, és tette meg első felfedezéseit a molekuláris szférában.
1989-ben fejlesztette ki az első mesterséges (szintetikus) molekulákat, amelyek képesek a regenerációra, sőt, a mutációra is, igaz, egyelőre csak laboratóriumi körülmények között. Ez az akkoriban hihetetlennek tűnő felfedezés heves reakciókat váltott ki nemcsak a tudományos szférában.
A Rebek AATE-nek elnevezett molekula két, fehérjére és nukleinsavra emlékeztető komponensből áll. Az AATE kloroformmal és néhány más anyaggal vegyülve újabb AATE-molekulák kialakulásának mátrixává válik. A szenzációra felfigyeltek az evolúciós elmélet tudósai (többek között Richard Dawkins) is, akik ebben a kísérletben példáját láthatták annak, hogyan alakultak ki önmagukból az első molekuláris struktúrák a földi élet születésekor. Egyes újságok az evolúció titkának megfejtéseként értékelték a felfedezést.
1996-ban a tudóst felkérték a Scripps Intézet frissen alakult biokémiai részlegének igazgatói posztjára.
Munkám jelentős része jelenleg a laboratóriumban zajlik, de rendkívül örülnék annak, ha a módszerek, amelyeket felfedezünk, megtalálnák gyakorlati felhasználásuk útját a világban
 – mondja a tudós.
Julius Rebek a maga területén az elmúlt évtized legjelentősebb 20 tudósa közé tartozik. Az USA Nemzeti Tudományos Akadémiájának rendes tagja 1994-től, de sorai között tudja a brit királyi kémikustársaság is, 2001 óta tiszteletbeli tagja a Magyar Tudományos Akadémiának, 2005 óta az Európai Tudományos Akadémiának (Academia Europaea). Számos díj és elismerés tulajdonosa, tanítványai közül sokan léptek nyomdokaiba.